# 摩々局
摩々局（ままのつぼね、康和3年（1101年） - 没年未詳）は、平安時代末期、鎌倉時代初期の女性。源義朝の乳母。摩摩局。所領から中村氏の一族出身と見られる。

## 生涯
乳母を務めた義朝は平治の乱で敗死し没落して以降、摩々局は京から相模国早河庄（神奈川県中井町・小田原市付近）へ下り、庄内の田地を作人として経営し暮らしていた。文治3年（1187年）6月13日、鎌倉殿となった義朝の嫡男・源頼朝の元を訪れると、頼朝は昔のことを語り合って涙し、局の領地を永く知行するよう命じた。
建久3年（1192年）2月、92歳の時に余命幾許もないとして再び頼朝の元を訪れ、酒を献上した。頼朝は摩々局に功があったとして望むことがあればどんなことも叶えようと尋ね、局は早河庄内の知行地の課役免除を総領に命じてほしいと願い、頼朝は三町の新給地を加えた上で、申請通りにするよう土肥実平に命じた。
また、『吾妻鏡』養和元年（1181年）閏2月7日条に、武衛（源頼朝）誕生時に乳付に召された若い女性で、摩々と称される尼が相模国早河庄に住んでおり、頼朝が憐れんで屋敷・田畑をそれまで通りとするよう地頭に命じたこと、同養和元年（1181年）11月29日、早河庄の所領の年貢を全て免除されたことが記されており、この摩々尼は頼朝の乳母である山内尼と同一と見られているが、乳付をした若い女性の「摩々」は、義朝乳母の摩々局のこととする見方もある。